# We Were Exploding Anyway
We Were Exploding Anyway è il quarto album in studio del gruppo 65daysofstatic, pubblicato nel 2010.

## Tracce
1. Mountainhead – 5:33
2. Crash Tactics – 3:47
3. Dance Dance Dance – 4:02
4. Piano Fights – 3:51
5. Weak4 – 3:54
6. Come to Me (feat. Robert Smith) – 8:00
7. Go Complex – 4:04
8. Debutante – 7:21
9. Tiger Girl – 10:37